# Filadelfia (Colombia)
Filadelfia is een gemeente in het Colombiaanse departement Caldas. De gemeente telt 12.235 inwoners (2005).
- Library of Congress Control Number: no94002133
- Nationale Bibliotheek van Israël: 987007533489905171
- Virtual International Authority File: 123446305

Aguadas · Anserma · Aranzazu · Belalcázar · Chinchiná · Filadelfia · La Dorada · La Merced · Manizales · Manzanares · Marmato · Marquetalia · Marulanda · Neira · Norcasia · Pácora · Palestina · Pensilvania · Riosucio · Risaralda · Salamina · Samaná · San José · Supía · Victoria · Villamaría · Viterbo